# 袁朗 (唐朝)
袁朗（？—？），雍州長安人，祖籍陈郡阳夏（今河南省太康县），南陈、隋朝、唐朝官员。

## 生平
南陈尚书左仆射袁枢之子。袁朗時擔任釋褐祕書郎。累迁太子洗马、德教殿学士。南陈于589年亡国后，入隋，历尚书仪曹郎。唐朝武德初年，授齐王府文学，转祠部郎中。累封汝南县男，迁给事中。曾预修《艺文类聚》。贞观初，卒于任上。有《袁朗集》，已佚。《全唐诗》存其诗四首。

## 延伸阅读
[在维基数据编辑]
 《舊唐書·卷190上》，出自刘昫《舊唐書》